# SpVgg Oberfranken Bayreuth
SpVgg Oberfranken Bayreuth is een Duitse voetbalclub uit Bayreuth. In 1921 richtte de sportclub TSV Bayreuth een voetbalafdeling op, Tuspo Bayreuth-Altstadt en werd in 1925 SpVgg Bayreuth-Altstadt. In 1933 werd de club opgedoekt door het regime van het Derde Rijk, FSV Bayreuth werd opgericht en de spelers waren bijna allemaal soldaten, omdat deze vaak werden overgeplaatst had de club vaak nieuwe spelers. Na WOII werd de club heropgericht.
In 1959 promoveerde de club naar de 2de klasse van de Oberliga Süd en bleef daar 3 jaar. De 2de klasse werd in 1969 opnieuw bereikt (dan heette deze Regionalliga Süd. De club degradeerde onmiddellijk maar kwam ook weer direct terug. Dan begonnen de succesjaren van de club. In 1979 eindigde de club 2de in de 2. Bundesliga maar verloor in de eindronde tegen Bayer 05 Uerdingen. Een jaar later versloeg de club Bayern München in de beker en werd pas in de kwartfinale verslagen door FC Schalke 04 (ook in 1977 werd de kwartfinale bereikt).
De 2. Bundesliga werd in 1981 van 2 klassen naar 1 klasse herleidt, dit betekende dat de sterkere clubs overbleven, hier was SpVgg niet tegen opgewassen en werd laatste. In 1985 en 1987 promoveerde de club opnieuw maar telkens met een degradatie als gevolg. Van 1988 tot 1990 telkens op een degradatieplaats maar kon 2 keer van een degradatie gered worden omdat Rot-Weiß Oberhausen en Kickers Offenbach geen licentie kregen. Maar de club zakte weg naar de Landesliga. In 2001 promoveerde de club opnieuw naar de Bayernliga (IV) en in het seizoen 2004/05 werd de club kampioen.
In het seizoen 2005/06 werd de club 10e in de Regionalliga Süd maar kreeg geen licentie wegens financiële problemen en werd gedegradeerd naar de Oberliga Bayern. In 2011 degradeerde de club verder naar de Landesliga, maar kon na één jaar terugkeren. In 2013 nam de club de naam SpVgg Oberfranken Bayreuth aan en promoveerde dat seizoen naar de Regionalliga.

## Eindklasseringen vanaf 1964
- 1964 5e
Niveau 3
- 1965 3e
Niveau 3
- 1966 11e
Niveau 3
- 1967 8e
Niveau 3
- 1968 5e
Niveau 3
- 1969 1e
Niveau 3
- 1970 16e
Regionalliga
- 1971 1e
Niveau 3
- 1972 13e
Regionalliga
- 1973 4e
Regionalliga
- 1974 5e
Regionalliga
- 1975 9e
2. Bundesliga
- 1976 5e
2. Bundesliga
- 1977 14e
2. Bundesliga
- 1978 4e
2. Bundesliga
- 1979 2e
2. Bundesliga
- 1980 13e
2. Bundesliga
- 1981 9e
2. Bundesliga
- 1982 20e
2. Bundesliga
- 1983 3e
Oberliga
- 1984 4e
Oberliga
- 1985 1e
Oberliga
- 1986 18e
2. Bundesliga
- 1987 3e
Oberliga
- 1988 17e
2. Bundesliga
- 1989 17e
2. Bundesliga
- 1990 18e
2. Bundesliga
- 1991 14e
Oberliga
- 1992 9e
Oberliga
- 1993 13e
Oberliga
- 1994 12e
Oberliga
- 1995 2e
Oberliga
- 1996 10e
Oberliga
- 1997 15e
Oberliga
- 1998 17e
Oberliga
- 1999 17e
Oberliga
- 2000 2e
Verbandsliga
- 2001 1e
Verbandsliga
- 2002 7e
Oberliga
- 2003 4e
Oberliga
- 2004 7e
Oberliga
- 2005 1e
Oberliga
- 2006 10e
Regionalliga
- 2007 3e
Oberliga
- 2008 3e
Oberliga
- 2009 4e
Oberliga
- 2010 9e
Oberliga
- 2011 16e
Oberliga
- 2012 4e
Niveau 6
- 2013 10e
Oberliga
- 2014 1e
Oberliga
- 2015 6e
Regionalliga
- 2016 7e
Regionalliga
- 2017 12e
Regionalliga
- 2018 17e
Regionalliga
- 2019 10e
Regionalliga
- 2021 2e
Regionalliga
- 2022 1e
Regionalliga
- 2023 20e
3. Liga
- 2024 12e
Regionalliga

- Niveau 2
- Niveau 3
- Niveau 4
- Niveau 5
- Niveau 6

| Legenda niveautijdlijn | Legenda niveautijdlijn      | Legenda niveautijdlijn      | Legenda niveautijdlijn      | Legenda niveautijdlijn    | Legenda niveautijdlijn |
| Liga                   | Seizoen 1963/64 t/m 1973/74 | Seizoen 1974/75 t/m 1993/94 | Seizoen 1994/95 t/m 2007/08 | Seizoen 2008/09 tot heden | Opmerking              |
| ---------------------- | --------------------------- | --------------------------- | --------------------------- | ------------------------- | ---------------------- |
| Bundesliga             | Niveau I                    | Niveau I                    | Niveau I                    | Niveau I                  |                        |
| 2. Bundesliga          | --                          | Niveau II                   | Niveau II                   | Niveau II                 |                        |
| 3. Liga                | --                          | --                          | --                          | Niveau III                |                        |
| Regionalliga           | Niveau II                   | --                          | Niveau III                  | Niveau IV                 |                        |
| Oberliga               | --                          | Niveau III *                | Niveau IV                   | Niveau V                  | * vanaf 1978/79        |

| Seizoen | Competitie             | Niveau | Eindstand | DFB Pokal   | Opmerking |
| ------- | ---------------------- | ------ | --------- | ----------- | --- |
| 1963/64 | Bayernliga             | III    | 5         | --          | |
| 1964/65 | Bayernliga             | III    | 3         | --          | |
| 1965/66 | Bayernliga             | III    | 11        | --          | |
| 1966/67 | Bayernliga             | III    | 8         | --          | |
| 1967/68 | Bayernliga             | III    | 5         | --          | |
| 1968/69 | Bayernliga             | III    | 1         | --          | |
| 1969/70 | Regionalliga Süd       | II     | 16        | --          | |
| 1970/71 | Bayernliga             | III    | 1         | --          | |
| 1971/72 | Regionalliga Süd       | II     | 13        | --          | |
| 1972/73 | Regionalliga Süd       | II     | 4         | 1e ronde    | < 1. FC Kaiserslautern: 4-2 / 0-4                                                                                 |
| 1973/74 | Regionalliga Süd       | II     | 5         | --          | |
| 1974/75 | 2. Bundesliga#Süd      | II     | 9         | 1e ronde    | < FC Schalke 04: 1-2                                                                                              |
| 1975/76 | 2. Bundesliga#Süd      | II     | 5         | 1e ronde    | < Karlsruher SC: 2-4                                                                                              |
| 1976/77 | 2. Bundesliga#Süd      | II     | 14        | kwartfinale | < Rot-Weiss Essen: 1-2                                                                                            |
| 1977/78 | 2. Bundesliga#Süd      | II     | 4         | 3e ronde    | < Karlsruher SC: 0-2                                                                                              |
| 1978/79 | 2. Bundesliga#Süd      | II     | 2         | 3e ronde    | < Bayer 04 Leverkusen: 0-1; Relegation > Bayer 05 Uerdingen: 1-1 / 1-2                                            |
| 1979/80 | 2. Bundesliga#Süd      | II     | 13        | kwartfinale | < FC Schalke 04: 1-3                                                                                              |
| 1980/81 | 2. Bundesliga#Süd      | II     | 9         | 2e ronde    | < VfB Stuttgart: 1-3                                                                                              |
| 1981/82 | 2. Bundesliga          | II     | 20        | 8e finale   | < Werder Bremen: 0-2                                                                                              |
| 1982/83 | Bayernliga             | III    | 3         | 2e ronde    | < Hertha BSC: 0-1                                                                                                 |
| 1983/84 | Bayernliga             | III    | 4         | 1e ronde    | < FC Augsburg: 1-2 n.v.                                                                                           |
| 1984/85 | Bayernliga             | III    | 1         | 2e ronde    | < SG Union Solingen: 1-2; 1e in promotieserie Zuid > Viktoria Aschaffenburg, FSV Salmrohr en SV Sandhausen        |
| 1985/86 | 2. Bundesliga          | II     | 18        | --          | |
| 1986/87 | Bayernliga             | III    | 1         | 1e ronde    | < SG Wattenscheid 09: 0-3 n.v.; 2e in promotieserie Zuid > Kickers Offenbach, Eintracht Trier en SV Sandhausen    |
| 1987/88 | 2. Bundesliga          | II     | 17        | --          | geen degradatie omdat Rot-Weiß Oberhausen geen licentie meer kreeg                                                |
| 1988/89 | 2. Bundesliga          | II     | 17        | 2e ronde    | < Werder Bremen: 1-6; geen degradatie omdat Kickers Offenbach geen licentie meer kreeg                            |
| 1989/90 | 2. Bundesliga          | II     | 18        | 1e ronde    | < 1. FC Pforzheim: 1-4                                                                                            |
| 1990/91 | Bayernliga             | III    | 14        | 1e ronde    | < Blau-Weiß 90 Berlin: 0-3                                                                                        |
| 1991/92 | Bayernliga             | III    | 9         | --          | |
| 1992/93 | Bayernliga             | III    | 13        | --          | |
| 1993/94 | Bayernliga             | III    | 12        | --          | |
| 1994/95 | Bayernliga             | IV     | 2         | --          | herinvoering Regionalliga                                                                                         |
| 1995/96 | Bayernliga             | IV     | 10        | --          | |
| 1996/97 | Bayernliga             | IV     | 15        | --          | |
| 1997/98 | Bayernliga             | IV     | 17        | --          | |
| 1998/99 | Bayernliga             | IV     | 17        | --          | |
| 1999/00 | Landesliga Bayern-Nord | V      | 2         | --          | |
| 2000/01 | Landesliga Bayern-Nord | V      | 1         | --          | |
| 2001/02 | Bayernliga             | IV     | 7         | --          | |
| 2002/03 | Bayernliga             | IV     | 4         | --          | |
| 2003/04 | Bayernliga             | IV     | 7         | --          | |
| 2004/05 | Bayernliga             | IV     | 1         | --          | |
| 2005/06 | Regionalliga Süd       | IV     | 10        | --          | gedwongen degradatie: geen licentie i.v.m. financiële situatie; finalist Bayerischer Pokal > TSG Thannhausen: 1-2 |
| 2006/07 | Bayernliga             | IV     | 3         | 1e ronde    | < Kickers Offenbach: 0-2                                                                                          |
| 2007/08 | Bayernliga             | IV     | 3         | --          | |
| 2008/09 | Bayernliga             | V      | 4         | --          | invoering 3. Liga                                                                                                 |
| 2009/10 | Bayernliga             | V      | 9         | --          | |
| 2010/11 | Bayernliga             | V      | 16        | --          | |
| 2011/12 | Landesliga Bayern-Nord | VI     | 4         | --          | |
| 2012/13 | Bayernliga#Nord        | V      | 10        | --          | |
| 2013/14 | Bayernliga#Nord        | V      | 1         | --          | |
| 2014/15 | Regionalliga Bayern    | IV     | 6         | --          | Liga-topscorer: Dominik Stolz (23)                                                                                |
| 2015/16 | Regionalliga Bayern    | IV     | 7         | --          | |
| 2016/17 | Regionalliga Bayern    | IV     | 12        | --          | |
| 2017/18 | Regionalliga Bayern    | IV     | 17        | --          | pd-wedstrijd > TSV Aubstadt: 2-2 uit / 1-1 thuis; finalist Bayerischer Pokal > 1. FC Schweinfurt 05: 1-3          |
| 2018/19 | Regionalliga Bayern    | IV     | 10        | --          | |
| 2019/21 | Regionalliga Bayern    | IV     | 2         | --          | 3e in promotieserie voor 3. Liga                                                                                  |
| 2021/22 | Regionalliga Bayern    | IV     | 1         | 1e ronde    | > DSC Arminia Bielefeld: 3-6                                                                                      |
| 2022/23 | 3. Liga                | III    | 20        | 1e ronde    | > Hamburger SV: 1-3 n.v.                                                                                          |
| 2023/24 | Regionalliga Bayern    | IV     | 12        |             | |

## Bekende (oud-)spelers
- Michael Glowatzky